# Yvonne George
Yvonne George, född Yvonne de Knops den 25 januari 1896 i Uccle nära Bryssel, död 22 april 1930 i Genua, var en belgisk sångare och skådespelare.